# Pressel
Pressel ist ein Ortsteil der Gemeinde Laußig im Landkreis Nordsachsen in Sachsen.

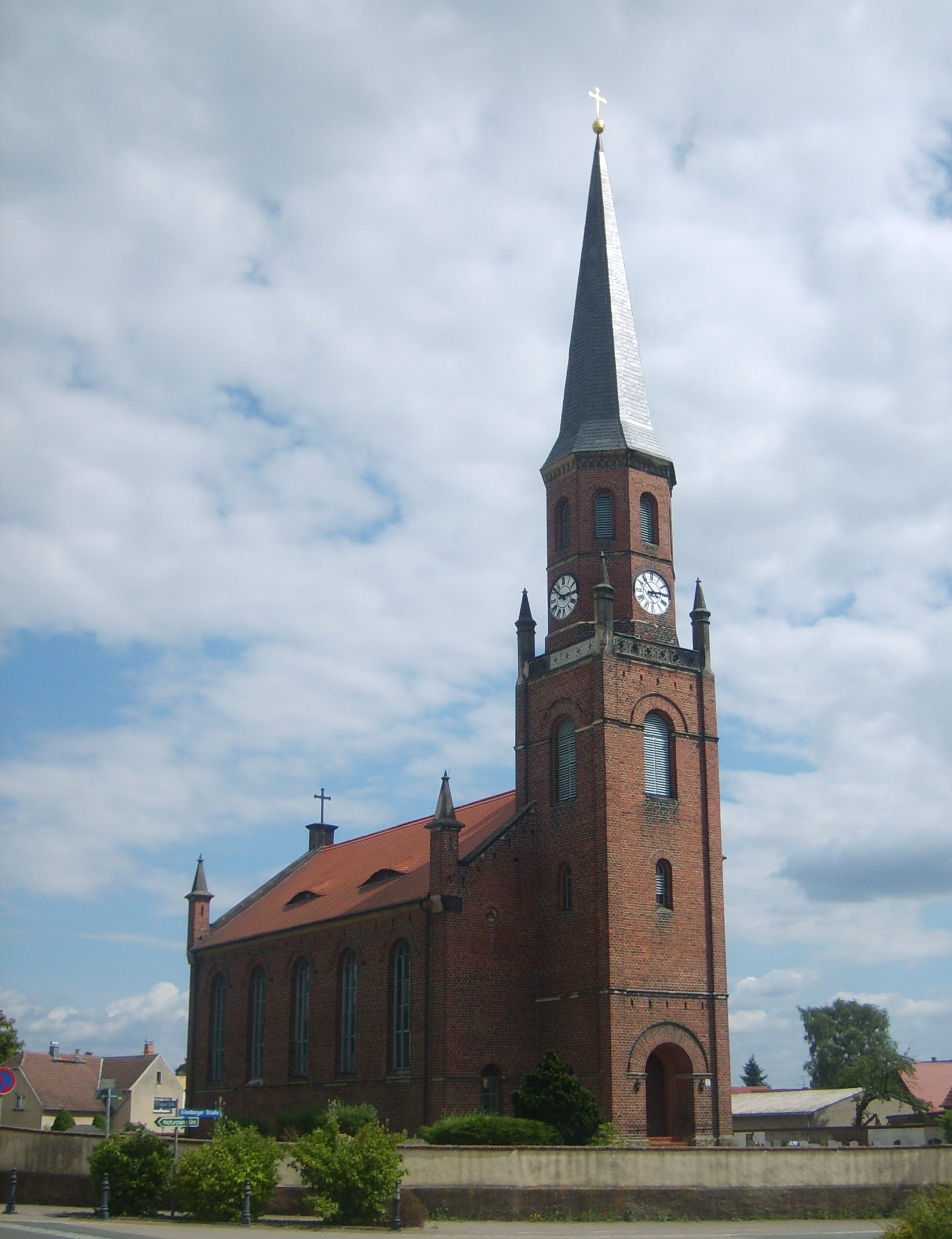
Dorfkirche

## Geografie
Pressel liegt im Naturpark Dübener Heide zwischen den Städten Bad Düben und Torgau an der Bundesstraße 183. Zudem gibt es Ortsverbindungen nach Laußig und Authausen. In der Flur von Görschlitz befindet sich die Wüstung Zaditz. Im Süden führt der sog. Schwarzbach vorbei.

## Geschichte
| Jahr | Einwohner |
| ---- | --------- |
| 1818 | 479       |
| 1846 | 1028      |
| 1895 | 769       |
| 1950 | 975       |
| 1925 | 722       |
| 1964 | 746       |
| 1939 | 651       |
| 1990 | 1052      |
| 2011 | 650       |

### Ortsgeschichte
Pressel ist von der Siedlungsform her ein doppeltes Straßendorf. Der Ort Pressel wird als Presser im Jahr 1434 erstmals urkundlich erwähnt. Der Name kommt aus dem Altsorbischen und bedeutet so viel wie Siedlung bei der (Acker) Breite. Bis 1815 gehörte das Dorf zum kursächsischen bzw. königlich-sächsischen Amt Torgau.
Durch die Beschlüsse des Wiener Kongresses kam der Ort mit dem Großteil des Amts Torgau zu Preußen und wurde 1816 dem Kreis Torgau im Regierungsbezirk Merseburg der Provinz Sachsen zugeteilt, zu dem er bis 1952 gehörte. 1952 kam Pressel zum Kreis Eilenburg, ab 1994 zum Landkreis Delitzsch. 1974 wurde der Ort Görschlitz nach Pressel eingemeindet. 1999 schlossen sich die zuvor selbstständigen Gemeinden Pressel und Kossa zur Gemeinde Kossa zusammen. Diese wurde 2007 nach Laußig eingemeindet.

### Einwohnerentwicklung
Die Einwohnerzahl Pressels lag 1818 bei knapp 500. Bis zur Jahrhundertwende stieg die Einwohnerzahl auf weit über 700. Zum Ausbruch des Zweiten Weltkrieges sank die Einwohnerzahl um etwa 100 auf 650. Nach Ende des Krieges stieg die Einwohnerzahl auf über 1.000 Einwohner im Jahr 1946. Zur Zeit der DDR schrumpfte die Einwohnerzahl wieder. Durch Eingemeindungen stieg die Einwohnerzahl wieder. 1990 lebten knapp über 1.050 Menschen, im Jahr 2011 nur noch 650 Menschen in Pressel.

## Kultur und Sehenswürdigkeiten

### DorfkircheSt. Johannes
Die aus Backstein errichtete Dorfkirche St. Johannes stammt aus dem Jahre 1857. Ein romanischer Vorgängerbau musste 1856 wegen Baufälligkeit abgebrochen werden. Der geschnitzte gotische Altar der alten Kirche ist heute im Gotischen Gewölbe des Kunstmuseums Moritzburg Halle (Saale) in der Moritzburg in Halle (Saale) zu sehen. Er wurde 1917 aus den Sammlungen des ehemaligen Provinzialmuseums, des heutigen Landesmuseums für Vorgeschichte, erworben. 1905 schlug ein Blitz in die Kirche ein. Der nachfolgende Brand verursachte schwere Schäden am Turm, dem Geläut, dem Uhrwerk und der Orgel. Ein Jahr später waren nahezu alle Schäden am Turm wieder beseitigt.
1910 bekam die Kirche eine neue spätromantische Orgel, welche der Zörbiger Orgelbaumeister Wilhelm Rühlmann schuf. Der Prospekt der Orgel übernimmt die Formen des Kirchenraumes (Neoromanik und Klassizismus; aber auch Jugendstilornamente sind zu finden). Die zwölf Register stehen auf pneumatischen Tonkanzellenladen mit Scheibenventilen, und die Register-Einschaltung erfolgt über pneumatische Taschenladen.
Mitte der 1990er Jahre erfolgte eine Innen- und Außensanierung der Kirche. 2014 erfolgte dann auch eine Sanierung der Orgel. Das Bauwerk steht heute unter Denkmalschutz.

### Weitere Sehenswürdigkeiten

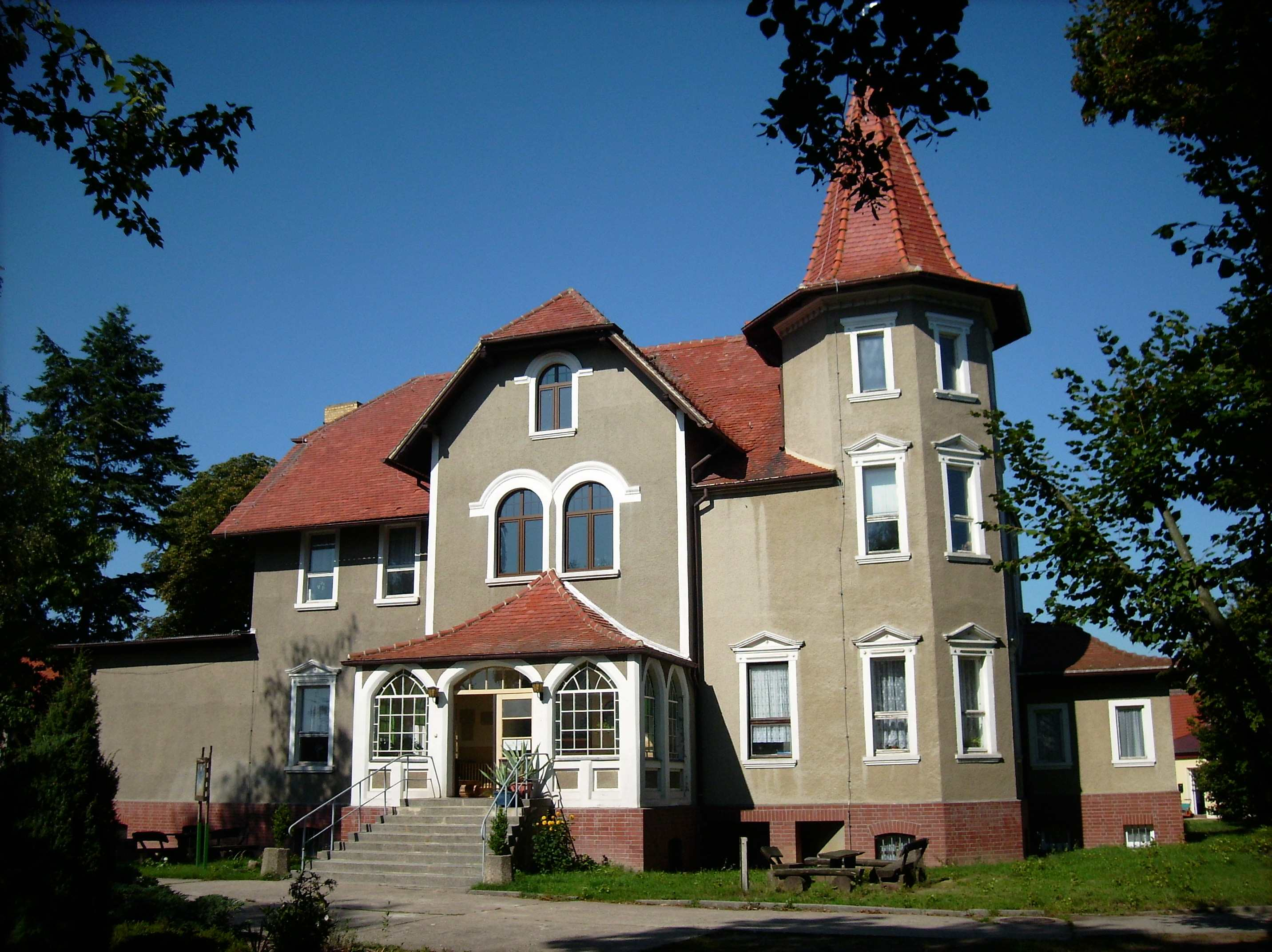
Herrenhaus Pressel

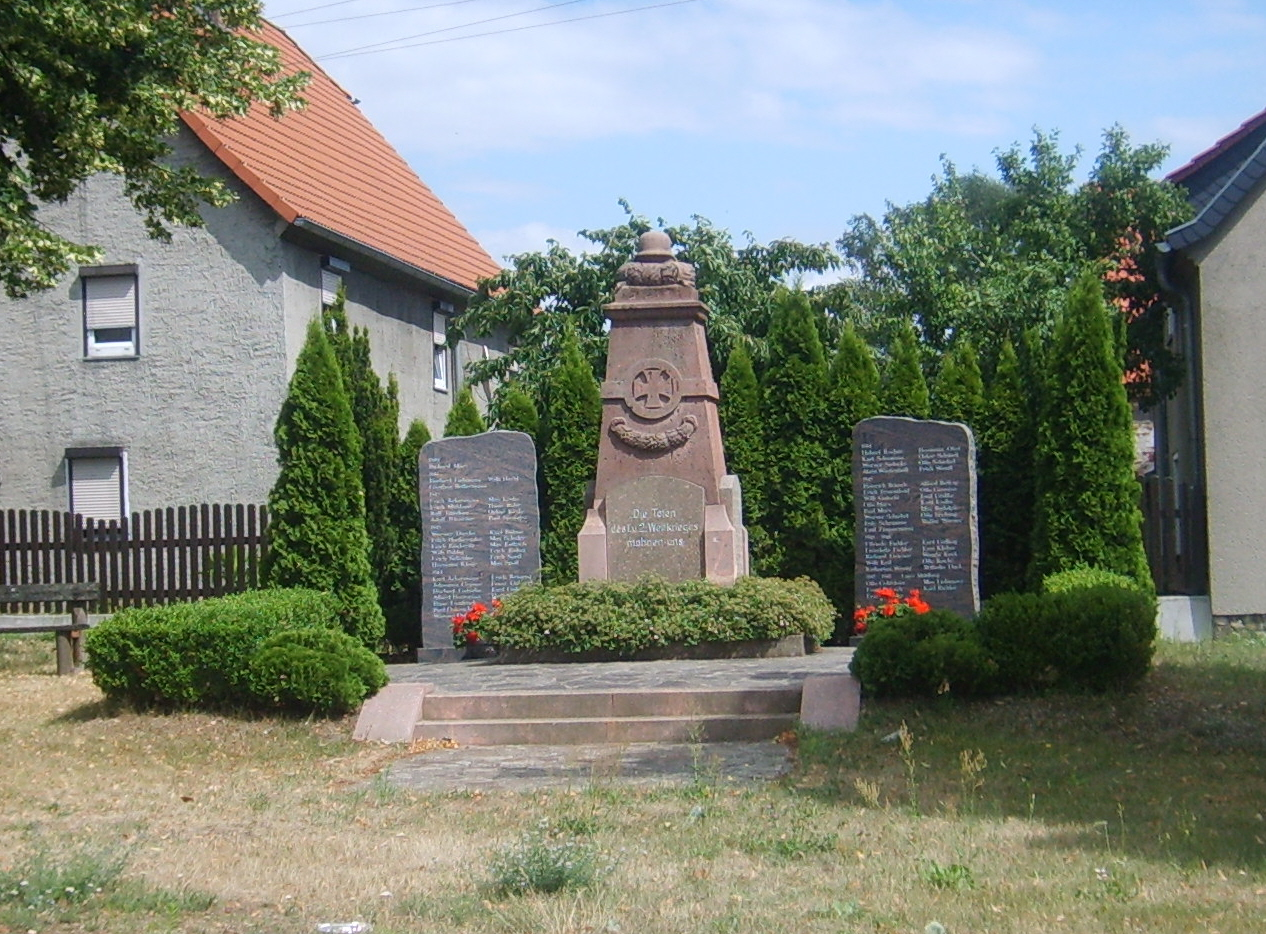
Kriegerdenkmal zu Ehren der Gefallenen des Zweiten Weltkriegs

Weitere Sehenswürdigkeiten in Pressel sind das Gebäudeensemble des ehemaligen Erbrichtergutes des Dorfes im Ortszentrum. Es steht heute unter Denkmalschutz.
Auch das als Schloss Pressel bezeichnete einstige Herrenhaus des Gutes steht heute unter Denkmalschutz. Der auf einem Backsteinsockel befindliche zweigeschossige und verputzte Ziegelbau ist unter anderem mit Krüppelwalmdach versehen und befindet sich etwas nördlich des Ortszentrums in der Falkenberger Straße und wurde in den Jahren 1910 und 1911 für den Juristen und späteren Reichstagsabgeordneten Günther Gereke (1893–1970) als Wohnsitz gebaut. Später diente es unter anderem als Grundschule. Von 1997 bis 2011 beherbergte es die Geschäftsstelle des Naturparks Dübener Heide und eine örtliche Tourismusinformation.
Unweit der Kirche ist zu Ehren der in den beiden Weltkriegen gefallenen Einwohner von Pressel ein Gefallenendenkmal zu finden. Es steht heute unter Denkmalschutz. Der Gustav-Kögel-Gedenkstein und der Gustav-Kögel-Rundwanderweg erinnern an den in Pressel geborenen Globetrotter Friedrich Gustav Kögel (1860–1947). Der Abenteuerschriftsteller Karl May schenkte ihm nach einer Begegnung einst ein Gedicht und erwähnte diese Begegnung mit Kögel später in seinen Tagebuchaufzeichnungen. Beide Denkmäler stehen heute wie die Kirche unter Denkmalschutz.
Etwa zwei Kilometer östlich der Ortslage ist Neumühle zu finden. In Neumühle befindet sich neben einer einstigen Wassermühle, der Presseler Badeteich und das Feriendorf Neumühle, ein ehemaliges Ferienlager des VEB Eilenburger Chemiewerk, welches nach der Wende privatisiert wurde. Weitere zwei Kilometer östlich befindet sich das Naturschutzgebiet Presseler Heidewald- und Moorgebiet.

Weitere Ansichten von Pressel
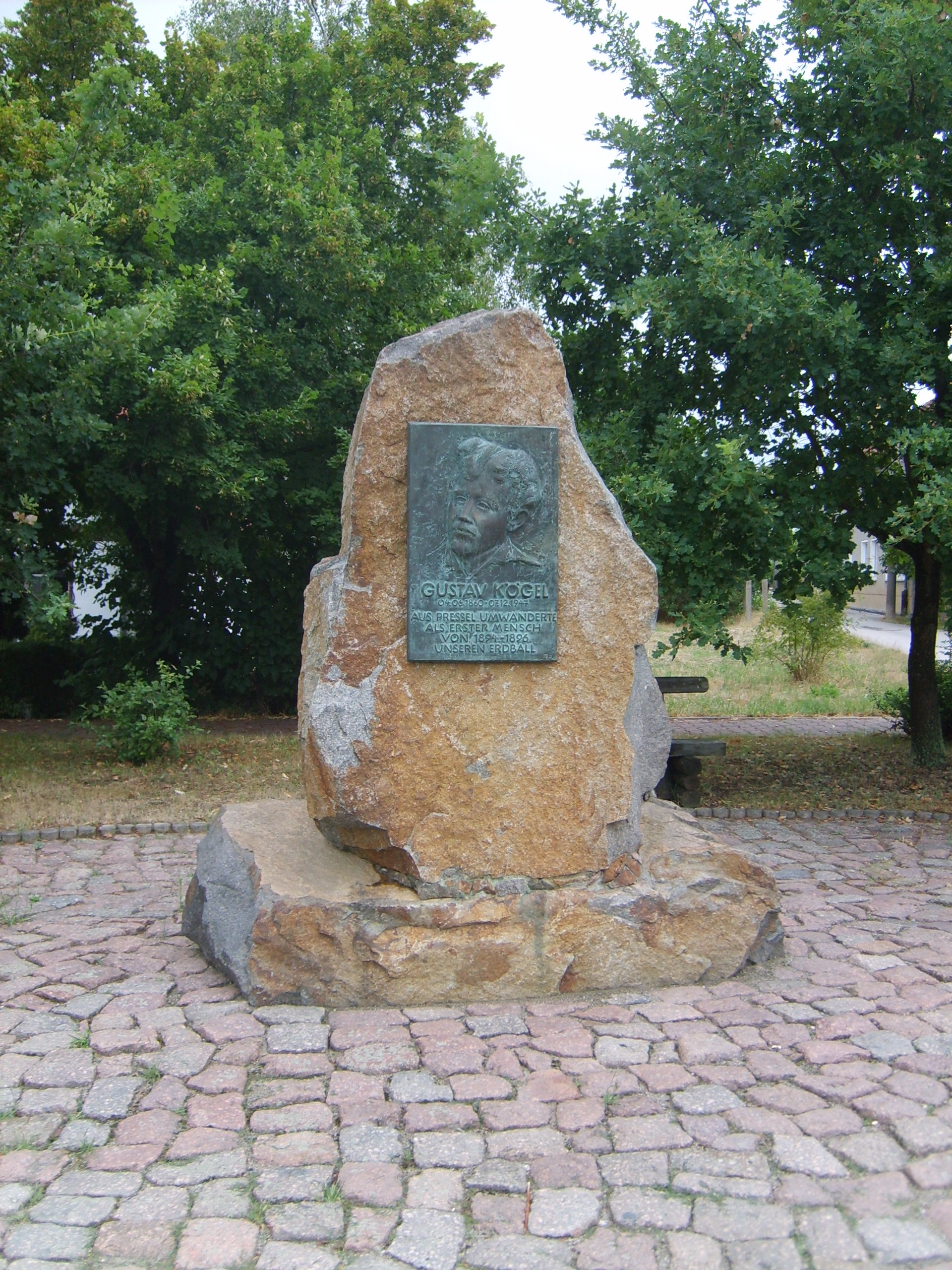
Gustav Kögel-Gedenkstein
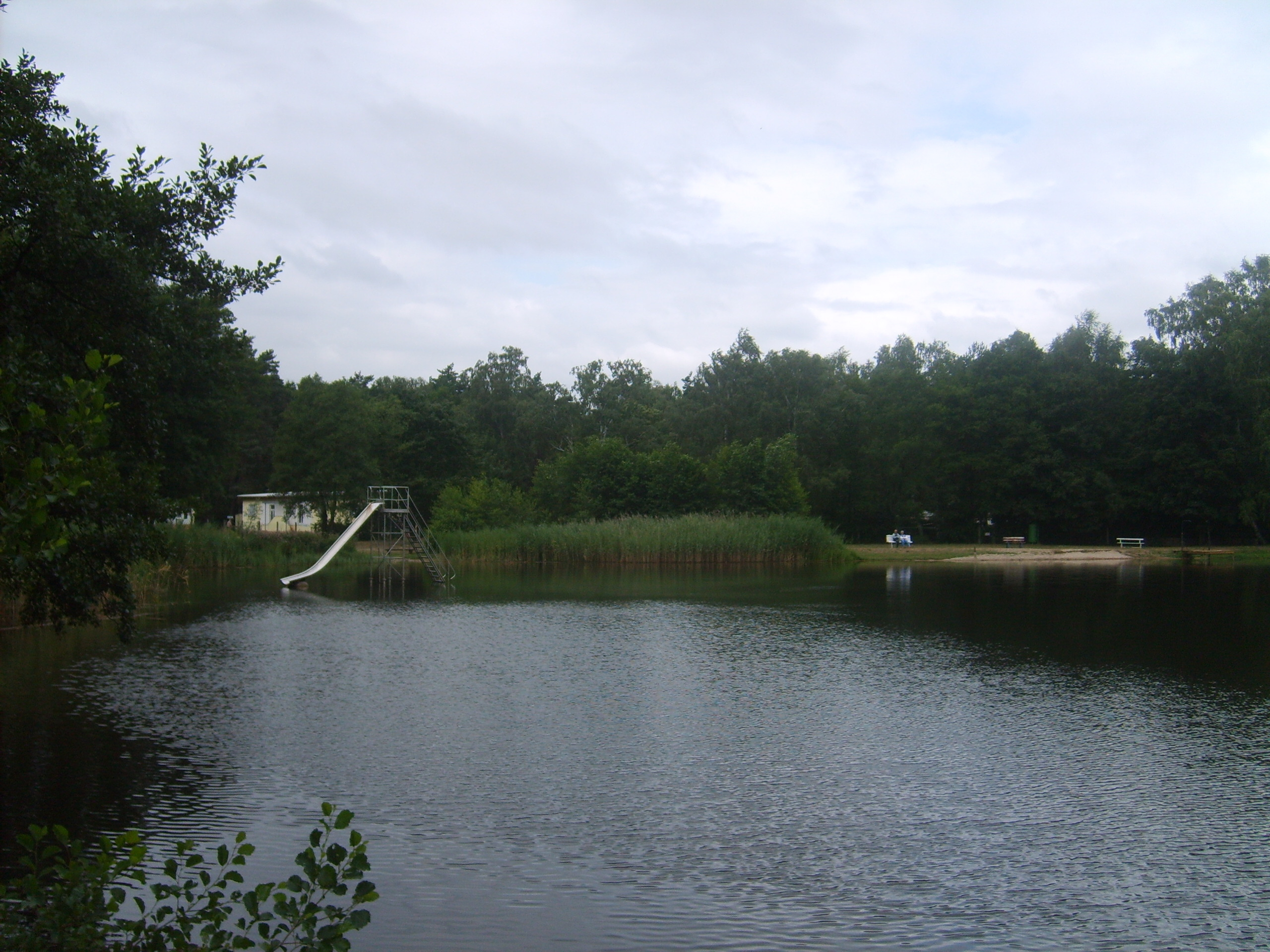
Presseler Badeteich (2010)
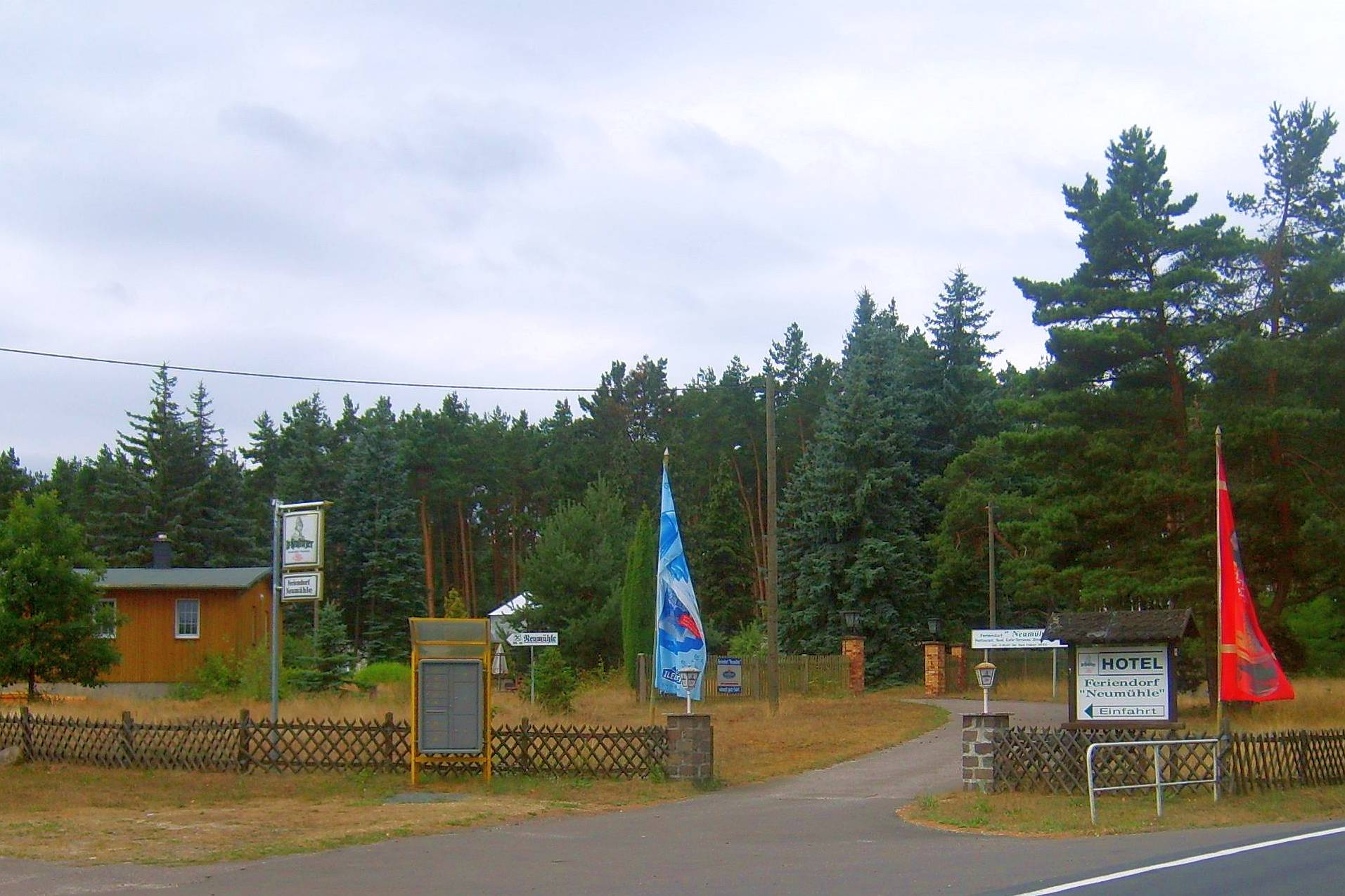
Feriendorf Neumühle (2010)
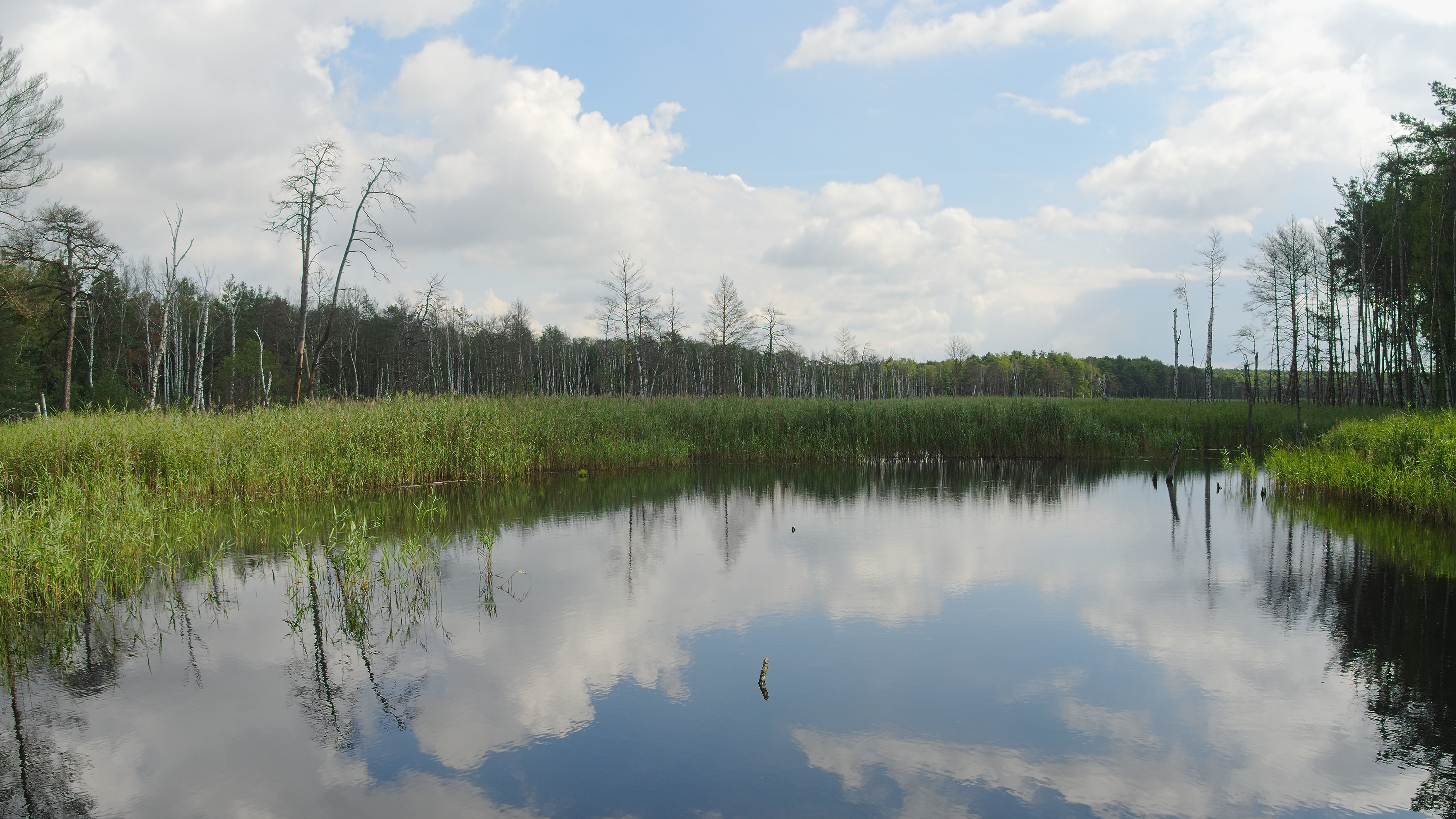
Presseler Heidewald- und Moorgebiet

## Persönlichkeiten
- Friedrich Gustav Kögel (1860–1947), Globetrotter
- Moritz Ernst Becherer (1889–20. Jh.), Abgeordneter des Provinziallandtages der Provinz Hessen-Nassau